# Lismore (Minnesota)
Lismore es una ciudad ubicada en el condado de Nobles en el estado estadounidense de Minnesota. En el Censo de 2010 tenía una población de 227 habitantes y una densidad poblacional de 242,78 personas por km².

## Geografía
Lismore se encuentra ubicada en las coordenadas 43°44′57″N 95°56′54″O / 43.74917, -95.94833. Según la Oficina del Censo de los Estados Unidos, Lismore tiene una superficie total de 0.93 km², de la cual 0.93 km² corresponden a tierra firme y (0%) 0 km² es agua.

## Demografía
Según el censo de 2010, había 227 personas residiendo en Lismore. La densidad de población era de 242,78 hab./km². De los 227 habitantes, Lismore estaba compuesto por el 96.04% blancos, el 3.96% eran afroamericanos, el 0% eran amerindios, el 0% eran asiáticos, el 0% eran isleños del Pacífico, el 0% eran de otras razas y el 0% pertenecían a dos o más razas. Del total de la población el 0.88% eran hispanos o latinos de cualquier raza.